# Towanda (Illinois)
Towanda és una població dels Estats Units a l'estat d'Illinois. Segons el cens del 2000 tenia 493 habitants.

## Demografia
Segons el cens del 2000, Towanda tenia 493 habitants, 199 habitatges, i 146 famílies. La densitat de població era de 271,9 habitants/km².
Dels 199 habitatges en un 29,1% hi vivien nens de menys de 18 anys, en un 62,3% hi vivien parelles casades, en un 8,5% dones solteres, i en un 26,6% no eren unitats familiars. En el 22,6% dels habitatges hi vivien persones soles el 7% de les quals corresponia a persones de 65 anys o més que vivien soles. El nombre mitjà de persones vivint en cada habitatge era de 2,48 i el nombre mitjà de persones que vivien en cada família era de 2,91.
Per edats la població es repartia de la següent manera: un 24,1% tenia menys de 18 anys, un 5,7% entre 18 i 24, un 33,7% entre 25 i 44, un 23,7% de 45 a 60 i un 12,8% 65 anys o més.
L'edat mediana era de 37 anys. Per cada 100 dones de 18 o més anys hi havia 95,8 homes.
La renda mediana per habitatge era de 41.705 $ i la renda mediana per família de 51.875 $. Els homes tenien una renda mediana de 33.750 $ mentre que les dones 30.078 $. La renda per capita de la població era de 18.702 $. Aproximadament el 2,6% de les famílies i el 5,3% de la població estaven per davall del llindar de pobresa.

## Poblacions més properes
El següent diagrama mostra les poblacions més properes.